# Джил Тайхманн
Джил Белен Тайхманн (нім. Jil Belen Teichmann) — швейцарська тенісистка, чемпіонка Юнацьких олімпійських ігор, переможниця парного турніру  Відкритого чемпіонату США серед дівчат. 
Перший особистий титул Тайхманн здобула на J&T Banka Prague Open 2019. З цією перемогою вона увійшла в першу сотню рейтингу WTA.

## Фінали турнірів WTA

### Одиночний розряд: 5 (2 титули, 3 поразки)
| Легенда                      |
| ---------------------------- |
| Турніри Великого шлему (0–0) |
| Турніри WTA 1000 (0–1)       |
| Турніри WTA 500 (0–0)        |
| Турніри WTA 250 (2–2)        |

| Фінали за покриттям |
| ------------------- |
| Тверде (0–2)        |
| Ґрунт (2–1)         |
| Килим (0–0)         |
| Трава (0–0)         |

| Результат | В-П | Дата     | Турнір                                                | Категорія     | Покриття | Опонент            | Рахунок            |
| --------- | --- | -------- | ----------------------------------------------------- | ------------- | -------- | ------------------ | ------------------ |
| Перемога  | 1–0 | Тра 2019 | WTA Prague Open, Чехія                                | International | Ґрунт    | Кароліна Мухова    | 7–6(7–5), 3–6, 6–4 |
| Перемога  | 2–0 | Лип 2019 | Internazionali Femminili di Tennis di Palermo, Італія | International | Ґрунт    | Кікі Бертенс       | 7–6(7–3), 6–2      |
| Поразка   | 2–1 | Сер 2020 | Lexington Challenger, США                             | International | Тверде   | Дженніфер Брейді   | 3–6, 4–6           |
| Поразка   | 2–2 | Сер 2021 | Мастерс Цинциннаті, США                               | WTA 1000      | Тверде   | Ешлі Барті         | 3–6, 1–6           |
| Поразка   | 2–3 | Лип 2025 | Iași Open, Румунія                                    | WTA 250       | Ґрунт    | Ірина-Камелія Бегу | 0–6, 5–7           |

### Парний розряд: 4 (2 титули, 2 поразки)
| Легенда          |
| ---------------- |
| Grand Slam (0–0) |
| WTA 1000 (0–0)   |
| WTA 500 (0–1)    |
| WTA 250 (2–1)    |

| Фінали за покриттям |
| ------------------- |
| Тверде (1–1)        |
| Ґрунт (1–0)         |
| Килим (0–0)         |
| Трава (0–1)         |

| Результат | В-П | Дата     | Турнір                           | Категорія     | Покриття   | Партнер        | Опоненти                        | Рахунок  |
| --------- | --- | -------- | -------------------------------- | ------------- | ---------- | -------------- | ------------------------------- | -------- |
| Поразка   | 0–1 | Сер 2020 | Lexington Challenger, США        | International | Тверде     | Маріє Боузкова | Гейлі Картер Луїза Стефані      | 1–6, 5–7 |
| Перемога  | 1–1 | Лип 2021 | Hamburg European Open, Німеччина | WTA 250       | Ґрунт      | Жасмін Паоліні | Астра Шарма Розалі ван дер Гук  | 6–0, 6–4 |
| Поразка   | 1–2 | Чер 2022 | German Open, Німеччина           | WTA 500       | Трава      | Алізе Корне    | Сторм Гантер Катержина Сінякова | 4–6, 3–6 |
| Перемога  | 2–2 | Жов 2023 | Transylvania Open, Румунія       | WTA 250       | Тверде (i) | Джоді Барредж  | Леолія Жанжан Валерія Страхова  | 6–1, 6–4 |

## Фінали турнірів серії WTA 125

### Пари: 1 титул
| Результат | В–П | Дата     | Турнір             | Категорія | Поверхня | Партнерка  | Супротивниці                 | Рахунок                 |
| --------- | --- | -------- | ------------------ | --------- | -------- | ---------- | ---------------------------- | ----------------------- |
| Перемога  | 1–0 | Січ 2018 | Newport Beach, США | 125K      | Хард     | Дой Місакі | Джеймі Лоеб Ребекка Петерсон | 7–6 (7–4) , 1–6, [10–8] |

## Юніорські фінали турнірів Великого шолома

### Дівчата. Пари
| Результат | Рік  | Турнір  | Поверхня | Партнерка  | Супротивниці                 | Рахунок          |
| --------- | ---- | ------- | -------- | ---------- | ---------------------------- | ---------------- |
| Перемога  | 2014 | US Open | Хард     | Іпек Сойлу | Віра Лапко Тереза Мігалікова | 5–7, 6–2, [10–7] |

## Юнацькі Олімпіади

### Мікст
| Результат | Рік  | Турнір | Поверхня | Партнер       | Супротивники           | Рахунок          |
| --------- | ---- | ------ | -------- | ------------- | ---------------------- | ---------------- |
| Золото    | 2014 | Нанкін | Хард     | Ян Зелінський | Є Цююй Дзумпей Ямасакі | 4–6, 6–3, [10–5] |

## Статистика

### Одиночний розряд
| Турніри Великого шолома    |     |     |     |     |         |         |         |
| Australian Open            | A   | К1  | К1  | К1  | 0–0     | –       |         |
| French Open                | A   | К3  | К1  | К1  | 0–0     | –       |         |
| Wimbledon                  | A   | A   | A   | 1к  | 0–1     | 0%      |         |
| US Open                    | К1  | К1  | 2к  |     | 1–1     | 50%     |         |
| Ви–Пр                      | 0–0 | 0–0 | 1–1 | 0-1 | 1–2     | 33%     |         |
| Прем'єрні обов'язкові      |     |     |     |     |         |         |         |
| Indian Wells Open          | A   | A   | К2  | A   | 0–0     | –       |         |
| Miami Open                 | A   | A   | A   | A   | 0–0     | –       |         |
| Madrid Open                | A   | A   | A   | A   | 0–0     | –       |         |
| China Open                 | A   | К1  | A   |     | 0–0     | –       |         |
| WTA Premier 5 tournaments  |     |     |     |     |         |         |         |
| Dubai / Qatar Open         | A   | A   | A   | A   | 0–0     | –       |         |
| Italian Open               | A   | A   | A   | A   | 0–0     | –       |         |
| Canadian Open              | A   | A   | A   |     | 0–0     | –       |         |
| Cincinnati Open            | A   | A   | A   |     | 0–0     | –       |         |
| Wuhan Open                 | A   | 2к  | К1  |     | 1–1     | 50%     |         |
| Статистика                 |     |     |     |     |         |         |         |
| Турнірів                   | 1   | 3   | 4   |     | 8       | 8       | 8       |
| Титулів                    | 0   | 0   | 0   |     | 0       | 0       | 0       |
| Фіналів                    | 0   | 0   | 0   |     | 0       | 0       | 0       |
| Заганом виграшів-програшів | 1–1 | 1–3 | 2–4 |     | 4–8     | 4–8     | 4–8     |
| %                          | 50% | 25% | 33% |     | 33.33%  | 33.33%  | 33.33%  |
| Рейтинг на кінець року     | 213 | 142 | 144 |     | 190 970 | 190 970 | 190 970 |